# Saint-Monon
Saint-Monon is een Belgisch bier. Het wordt gebrouwen door Brasserie Saint-Monon te Ambly (een deelgemeente van Nassogne.

## Achtergrond
Sinds 1996 wordt Saint-Mononbier gebrouwen. De bieren worden ook “La Saint-Monon” genoemd. De naam verwijst naar de heilige Monon. Dit was een kluizenaar van Schotse afkomst die rond 600 in de Ardennen kwam leven. Hij stierf in Nassogne.

## De bieren
Er zijn 3 varianten:
- Saint-Monon Ambrée is een amberkleurig bier van hoge gisting met een alcoholpercentage van 6,5%. Het heeft een densiteit van 14° Plato.
- Saint-Monon Brune is een donker bier van hoge gisting met een alcoholpercentage van 7,5%. Het heeft een densiteit van 16° Plato.
- Saint-Monon au Miel is een amberkleurige tripel met een alcoholpercentage van 8%. Het heeft een densiteit van 18° Plato. Het bier bevat honing.